# Оден (Арканзас)
Оден (енгл. Oden) град је у америчкој савезној држави Арканзас.

## Демографија
По попису из 2010. године број становника је 232, што је 12 (5,5%) становника више него 2000. године.
| Група             | 2000.       | 2010.       |
| Белци             | 212 (96,4%) | 223 (96,1%) |
| Афроамериканци    | 0 (0,0%)    | 0 (0,0%)    |
| Азијати           | 2 (0,9%)    | 0 (0,0%)    |
| Хиспаноамериканци | 0 (0,0%)    | 1 (0,4%)    |
| Укупно            | 220         | 232         |